# Dekiel

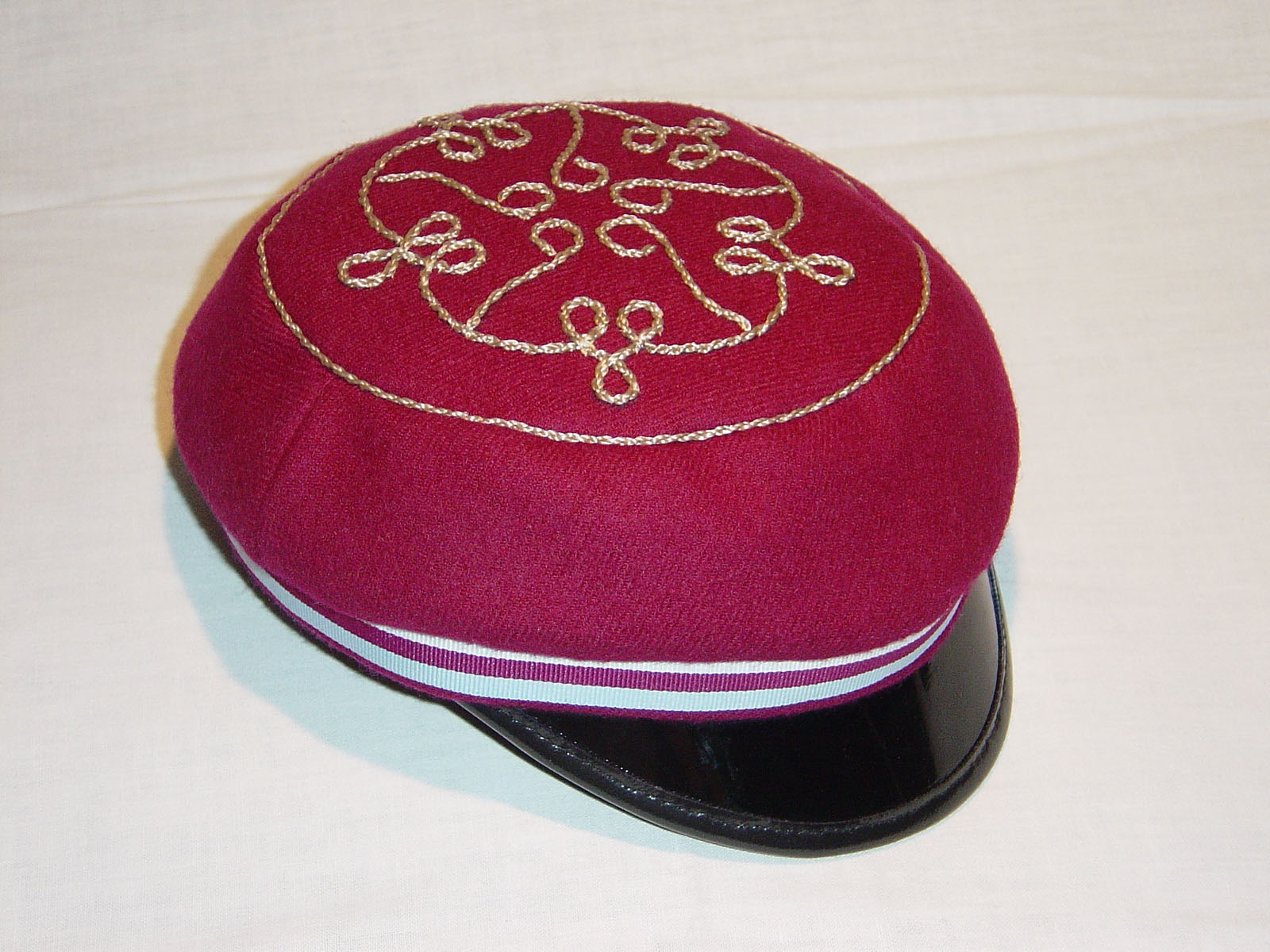
Dekiel korporacji Magna-Polonia

Dekiel (z niem. Deckel, m.in. „czapka”) – rodzaj czapki z daszkiem noszony przez członków korporacji akademickich. 

## Znaczenie i forma
Dekle stanowią oznakę przynależności do korporacji i dzielą się na fuksowskie, noszone przez fuksów, oraz barwiarskie, noszone przez barwiarzy. Najczęściej są okrągłe; w niektórych korporacjach, np. Lechii, stosowano rogatywki (konfederatki). Na denku dekla znajduje się wyszyty wzór właściwy dla każdego stowarzyszenia. Niekiedy pojawia się tam np. cyrkiel danej korporacji, gwiazda siedmioramienna bądź gwiazda bałtycka, czyli ornament przedstawiający dwa skrzyżowane, wklęsłe kwadraty z kółkiem w środku, lub inne symbole.
W korporacjach istnieją skodyfikowane zasady postępowania z deklami i związane z nimi zwyczaje, wynikające w obowiązku okazywania szacunku barwom stowarzyszenia wszytym w otoku. 

## Historia
Dekiel wpisuje się w długą historię czapek studenckich noszonych w różnych formach na uniwersytetach europejskich co najmniej od XII wieku. Wywodzi się od jednego z typów niemieckich nakryć głowy, które formy obecnego dekla nabrało w pierwszej połowie XIX wieku na uniwersytetach północnoniemieckich, m.in. na Uniwersytecie w Greifswaldzie, oraz na uczelniach w gubernii inflanckiej i guberni estońskiej Imperium Rosyjskiego (Uniwersytet w Dorpacie i Politechnika Ryska), gdzie istniały silne niemieckie wpływy kulturowe. Wraz z odzyskaniem przez Polskę niepodległości i przeniesieniem się polskich korporacji akademickich z Dorpatu i Rygi do kraju rozpowszechnił się wśród nowo powstających korporacji akademickich w różnych ośrodkach uniwersyteckich w Polsce.

## Galeria

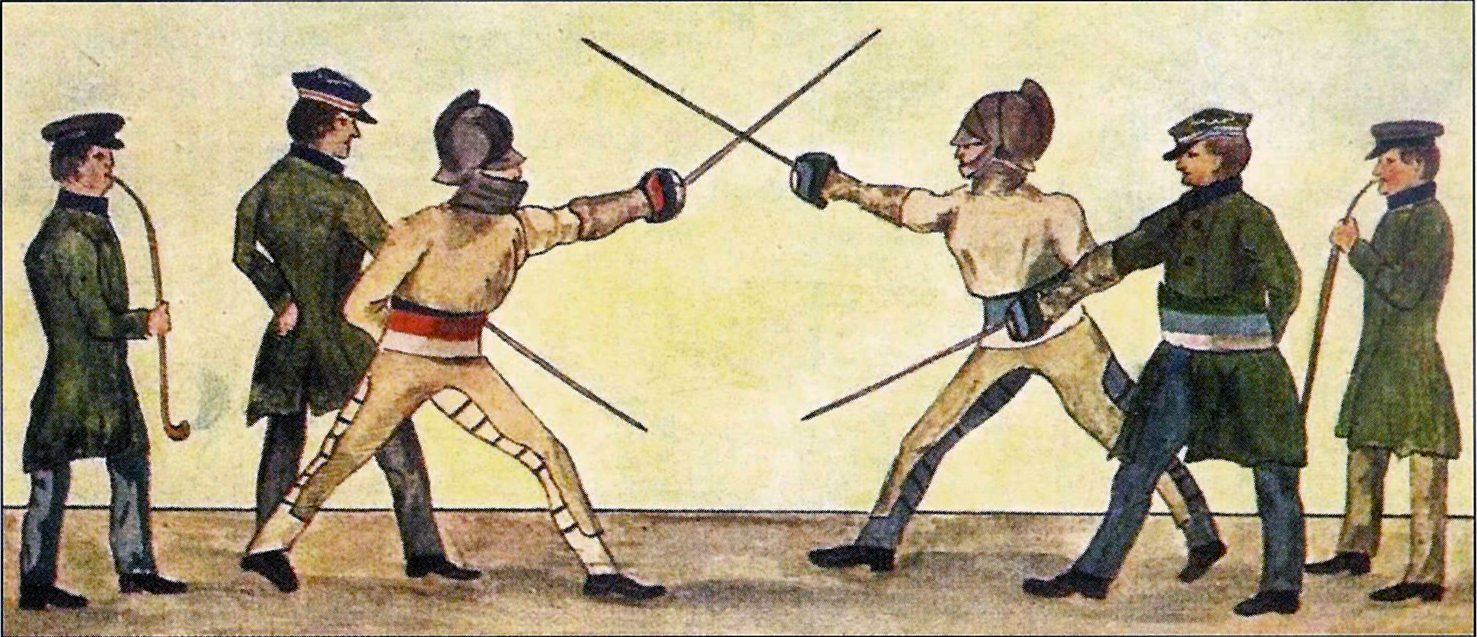
Dorpat, 1820, pojedynek, tzw. menzura, między członkami niemieckich korporacji, dekiel we wczesnej formie
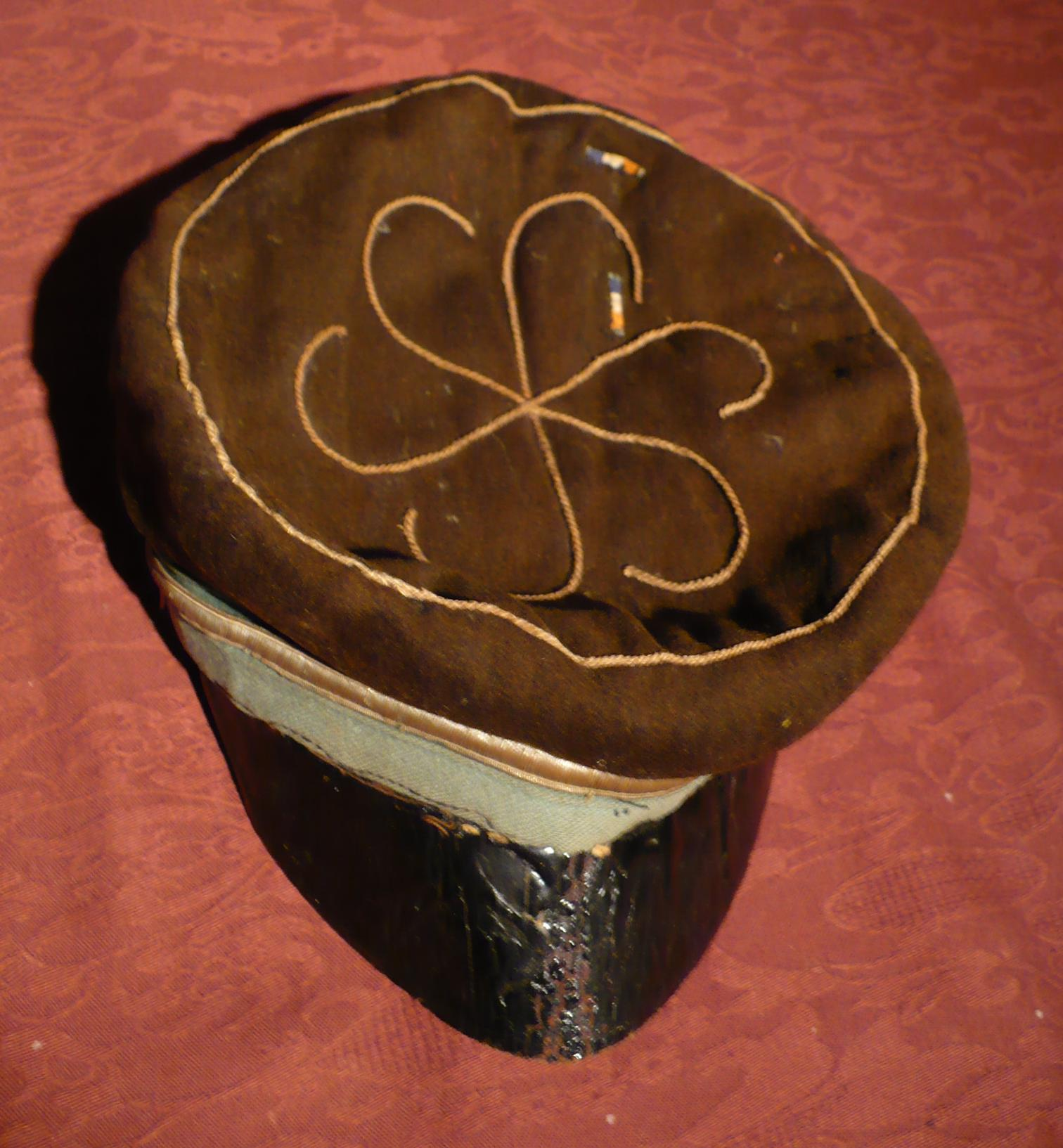
Dekiel polskiej Korporacji Akademickiej Sarmatia z lat 30. XX wieku
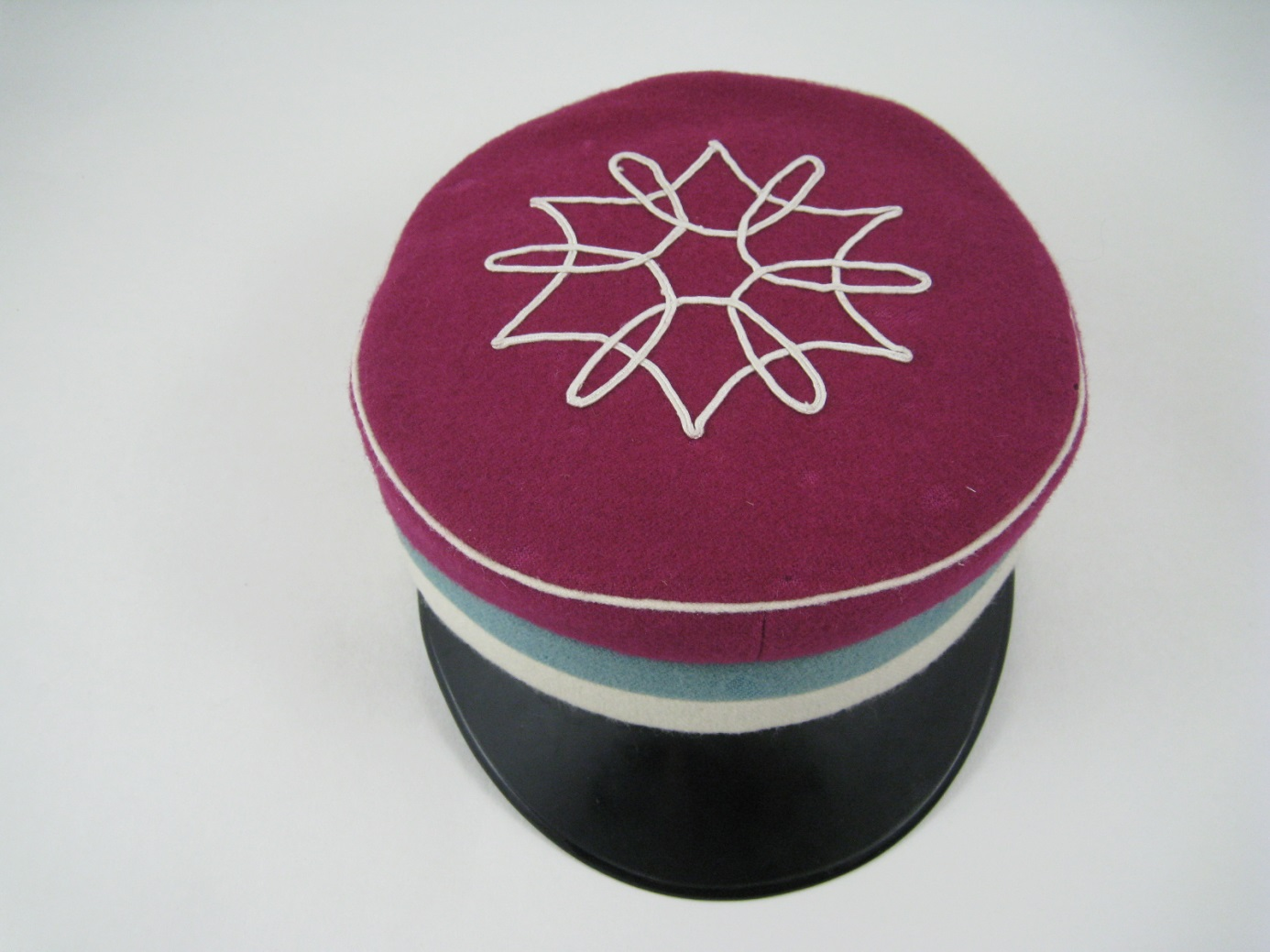
Dekiel polskiej korporacji Konwent Polonia (zbiory Muzeum Uniwersytetu w Tartu)
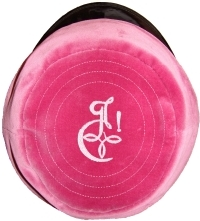
Dekiel polskiej korporacji Cresovia Leopoliensis z cyrklem na denku
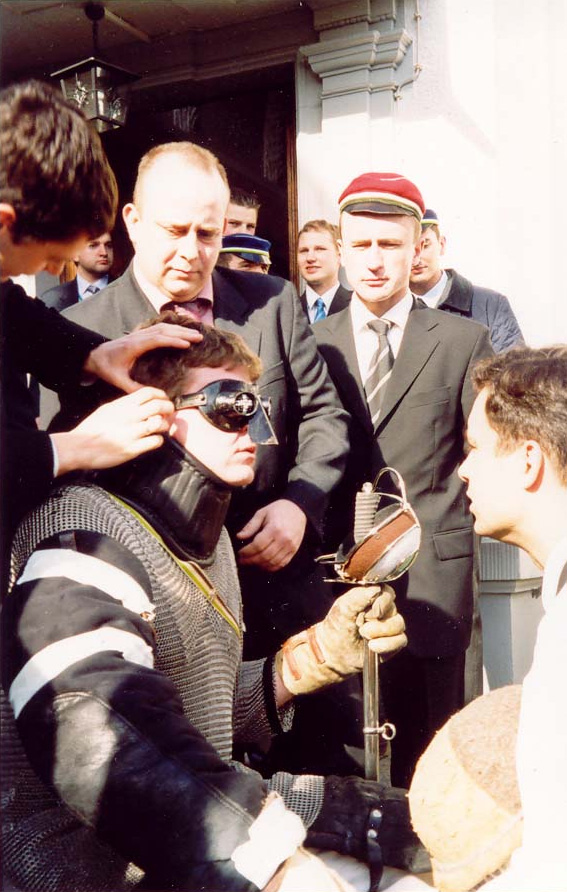
Warszawa, 2004, przygotowanie do menzury (Korporacja Akademicka Sarmatia). Korporanci w deklach